# Diachrysia pales
Diachrysia pales är en fjärilsart som beskrevs av Clayton Dissinger Mell 1939. Diachrysia pales ingår i släktet Diachrysia och familjen nattflyn. Inga underarter finns listade i Catalogue of Life.